# ادوارد سولزبری دانا
 ادوارد سولزبری دانا (انگلیسی: Edward Salisbury Dana؛ زاده ۱۶ نوامبر ۱۸۴۹ درگذشته ۱۶ ژوئن ۱۹۳۵) یک دانشمند در زمینه کانی‌شناسی و فیزیک اهل ایالات متحده آمریکا بود. 